# Alexandre Bornibus
 (décembre 2012).
Si vous disposez d'ouvrages ou d'articles de référence ou si vous connaissez des sites web de qualité traitant du thème abordé ici, merci de compléter l'article en donnant les références utiles à sa vérifiabilité et en les liant à la section « Notes et références ».
Alexandre Bornibus est un entrepreneur moutardier français, né le 28 mars 1821 à Verpillières-sur-Ource et mort le 8 novembre 1882 à Paris.

## Le prélude du succès

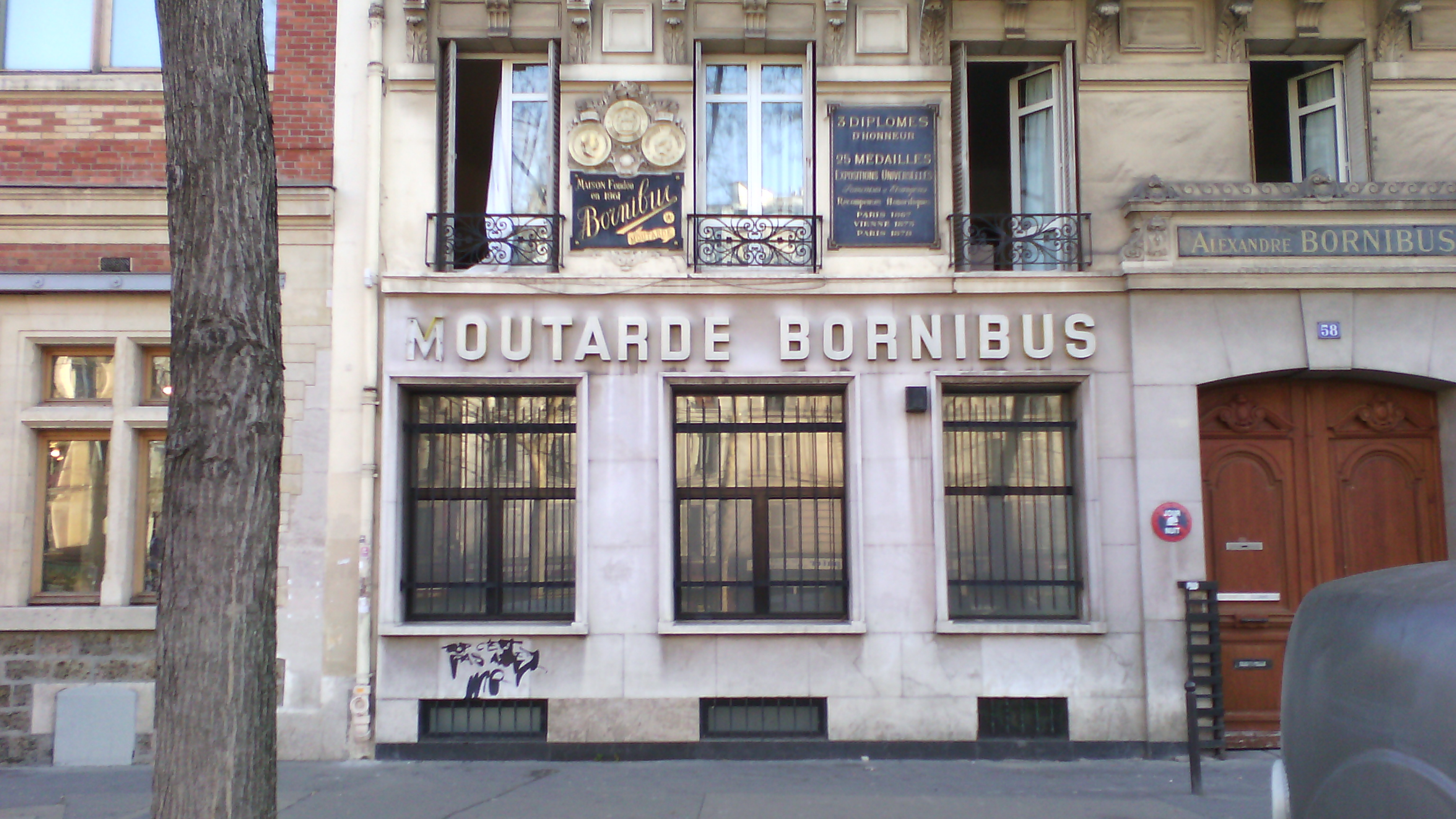
Entrée de l'immeuble de la famille Bornibus (boulevard de la Villette,).

Né Jean Baptiste Alexandre Bornibus, il est le fils de Nicolas Bornibus et Marie-Anne Pharisien. À l'âge de vingt-cinq ans et aidé par son frère aîné Joseph Nicolas, il commence sa carrière en 1846 à travers la création de l'Institution Bornibus dans la ville de Pontoise, où il exerce le métier d’instituteur. Celle-ci devint alors rapidement une véritable entreprise familiale. Cependant, en 1852, le conseil académique de Seine-et-Oise impose la fermeture de l’institution.
Passant outre cet échec, les deux frères continuèrent leur aventure commune. En effet, Alexandre et Joseph établirent en 1854 une société dont la dénomination est Lefèvre et Bornibus Frères et l’objet est la vente en gros de laiterie et crèmerie. Au cours de cette même année, Alexandre prit pour épouse Esther Cheron, fille d'un important négociant en vin. L’entreprise prend fin le 30 novembre 1859.
En 1861, à l'approche de ses quarante ans, Alexandre se sépare de son frère Joseph et reprend une fabrique de moutarde, Touaillon et fils, installée dans le quartier des Halles. Alexandre Bornibus délocalise et rebaptise très vite l’entreprise. Celle-ci portera désormais le fameux nom Bornibus et est délocalisée au 58, 60, boulevard de la Villette.

## La moutarde Bornibus
En quelques années, Alexandre Bornibus devient l'un des piliers de la moutarde en France. Ce fulgurant succès s’explique en partie par l’innovation, alors placée au centre de la stratégie d’entreprise. Alexandre Bornibus modernise ainsi les ustensiles  et procédés de fabrication. Il dépose notamment en mars 1864, un brevet sur « un moyen de tamiser la moutarde et diverses autres substances ».  
La réussite de cette marque passe certes par sa qualité, mais avant tout par sa stratégie de communication. Le chef d’entreprise a en effet fait appel à l’auteur du très célèbre roman, les trois mousquetaires, Alexandre Dumas, possédant en commun plus qu’un prénom mais aussi les plaisirs de la vie. En mars 1870, quelques mois avant sa mort, l’écrivain remet le manuscrit du Grand dictionnaire de cuisine, le manuel sera achevé par Anatole France et Leconte de Lisle. A. Dumas y écrit : « Culinairement, enfin, vous me demandez quelle est la préparation que je préfère. Jusqu’à ce que j’aie gouté et apprécié la moutarde de Monsieur Alexandre Bornibus, j’ai préféré les moutardes de Maille et Bordin à toutes les moutardes ; mais lorsque le hasard m’eut fait gouter celle-là, je compris qu’elle devait l’emporter un jour sur toutes les autres ».

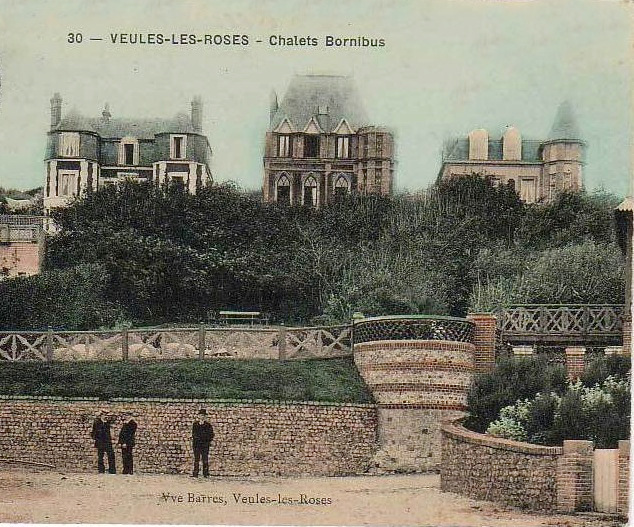
Chalets Bornibus - Veules-les-Roses (76).

L’entreprise d’Alexandre Bornibus peut aussi se vanter d’avoir obtenu une quarantaine de médailles, tant pour les appareils destinés à la fabrication que pour les produits eux-mêmes. Sa présence à l’Exposition universelle de 1878 et ces récompenses de Paris (1867,1878), Vienne (1873) témoignent de cette notoriété faisant la renommée du nom devenu marque. Certains diront même qu’Alexandre Bornibus a démocratisé la moutarde...
Au fil des ans, Alexandre Bornibus s’affirme ainsi comme l’un des grands moutardiers français. À sa mort, le 8 novembre 1882, celui-ci laisse une entreprise florissante ainsi qu'un patrimoine estimé à plus de six-cent-mille francs. Un journal parisien écrit alors « on enterre aujourd’hui un homme dont le nom est certainement plus connu à l’étranger et même en France que celui de beaucoup de personnages politiques qui croient cependant tenir une place importante dans les destinées de leur pays. Laissant le bronze et le marbre aux ambitieux, c’est sur le grès qu’il écrivait son nom et c’est par le grès que ce nom se perpétuera. Tant qu’il y aura dans le monde des amateurs de moutarde, on se souviendra de "Bornibus". Le corps d'Alexandre Bornibus repose au cimetière du Père-Lachaise à Paris.
Après des années difficiles, la marque Bornibus a été rachetée en 2012 par la société Casimex Fine Foods. La marque a depuis retrouvé peu à peu son image de prestige et est présente dans toutes les grandes surfaces et boutiques spécialisées.
On trouve sur le site de Casimex un ensemble de documents rassemblé en E-book sur l'histoire de Bornibus. 
En 2023, l'ancien siège de Bornibus situé au 58 boulevard de la Vilette à Paris, transformé depuis en appartement, était à vendre. 